# 烟黑缺齿鼩
烟黑缺齿鼩（学名：Chodsigoa furva），一种分布于缅甸北部及中国云南西北等地区的小型哺乳动物，隶属于鼩鼱科缺齿鼩属。本种原被认为是云南缺齿鼩（Chodsigoa parca）或斯氏缺齿鼩（Chodsigoa smithii）的一个亚种，2017年中国学者通过分子系统学分析确认本种为有效种。

## 形态特征
烟黑缺齿鼩身体背部深灰色，腹部毛色稍浅，尾巴双色但不明显，尾背深棕色，尾腹色浅。四足背面覆盖于棕色短毛。